# اچ‌ام‌اس لیورپول (۱۸۱۴)

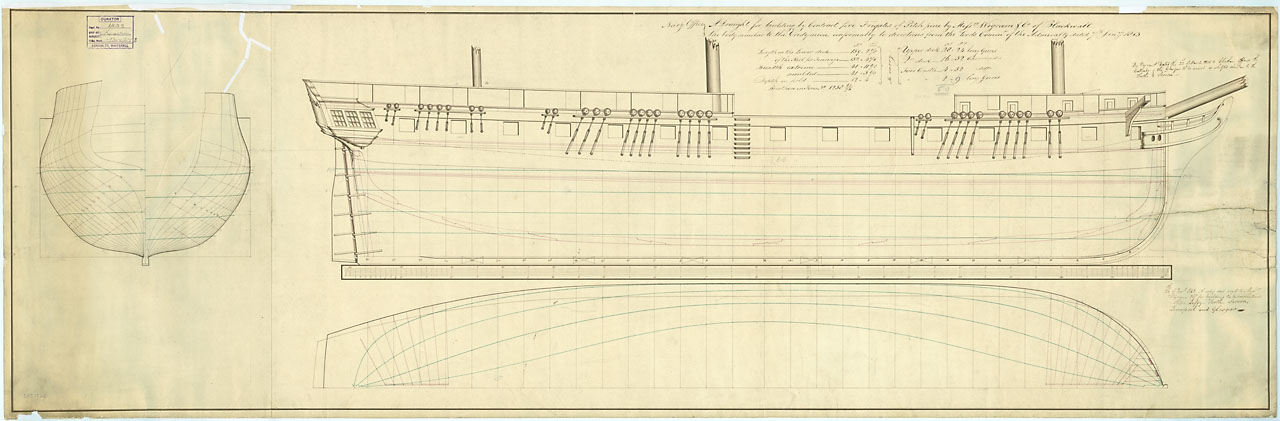
اچ‌ام‌اس لیورپول

اچ‌ام‌اس لیورپول (۱۸۱۴) (به انگلیسی: HMS Liverpool (1814)) یک کشتی بود که طول آن ۱۵۹ فوت (۴۸ متر) بود. این کشتی در سال ۱۸۱۴ ساخته شد.